# 李世熺
李世熺，又稱懿寧公主，是朝鮮王朝野史中記載的一位公主。
根據1873年徐有英所著的《錦溪筆談》的說法，李世熺是朝鮮世祖與貞熹王后尹氏所生的長女。癸酉靖難之後，世祖將朝鮮端宗流放到江原道，又將金宗瑞、成三問、河緯地等忠於端宗的大臣全家屠戮。李世熺對世祖的做法很不滿，哭泣著不願吃飯。世祖震怒，要殺了李世熺。貞熹大妃尹氏得知後，將李世熺的乳母招來，讓乳母攜他一起出逃，並以李世熺夭折上報給世祖。兩人逃到忠清道的報恩郡，飢渴難耐，一個青年招待了他們，遂投宿在這個青年的家中。她與青年相戀，一年多後兩人結為伉儷。
後來家中貧困，乳母持李世熺隨身攜帶的物品，準備拿到市場上去賣。青年人見所持的首飾竟是王家專用之物，驚問李世熺的身份。李世熺坦承自己是世祖的女兒，因不滿父親的所作所為而出逃。這個青年人則承認自己是在癸酉靖難期間被世祖殺害的左議政金宗瑞之孫。後來世祖逐漸停止搜捕端宗的黨羽，李世熺便把首飾拿去賣，得數千黃金，於是在山腳下廣置田莊，躬耕讀書。兩人連生數個子女。
若干年後，世祖年邁，遍行佛寺，為自己當年篡位懺悔。過公主所居的村莊，見到了與自己長得相似的少年，而這個少年的母親正是李世熺。世祖與李世熺相見，兩人痛哭。世祖答應要把李世熺接回漢城，給金宗瑞的孫子加以封爵。世祖回京後，遣承旨前來接李世熺一家，但李世熺卻舉家遷離，不知所終。
徐有英聲稱這段野史是從吏曹判書朴承輝那裡聽來的。當時有人自稱是金宗瑞的後裔，將這件事情上報朝廷。時任承旨的朴承輝以其事出無據，將此事隱瞞，沒有上報給國王。而李世熺之名並未見於任何朝鮮正史的記載。不過，在《朝鮮王朝實錄》中，關於朝鮮世祖女兒的記載卻有矛盾之處。根據《朝鮮王朝實錄·世宗大王實錄》記載，首陽大君（即後來的朝鮮世祖）在1446年與尹氏（貞熹王后）育有「一男二女」。四年之後，兩人的次子李晄（即後來的睿宗）誕生。然而，在世祖駕崩的時候，朝鮮王朝的記錄卻是與貞熹王后育有「二男一女」其中一女的下落成為了歷史懸案。
而在癸酉靖難中，金宗瑞的兒子金承珪、金承璧、金目臺、金石臺，以及孫子金祖同、金壽同都被殺，一家幾乎絕滅，公主與金宗瑞之子結為伉儷之事不大可能。因此現代韓國學者多認為這段野史不可信。
相傳今日忠清北道的白岳山是世熺公主與金宗瑞之孫隱居生活的地方。
世熺公主的戀情經過改編，於2011年被搬上銀幕。2011年，韓國KBS播出的《公主的男人》中，李世姈與金承琉的愛情故事，正是根據《錦溪筆談》中世熺公主與金宗瑞之孫的愛情故事改編而成的。

## 腳註
1. 1 2 3 4  徐有英，《錦溪筆談》：「光廟有一公主，弱齡，賢而有德性，見　端廟遜位，節齋金公宗瑞與六臣及伏義諸公同時殉節，至全家屠戮，嘗涕泣不食。當昭陵之變，泣諫不已，光廟震怒，禍將不測。貞熹大妃密招乳媼，厚給輕寶與公主，使之遠避，以夭逝上聞。乳媼遂與公主潛逃，至報恩郡，尋到山峽，飢困殊甚，坐路傍小憩。有一總角負米過之，駐足問曰：觀媼二人非村家樣，胡為獨在於此？ 媼見總角雖垢膩衣弊，狀貌非凡，答曰：吾與此女自京城逃難至此，莫知所往，方躕躇耳。總角潸然出涕曰：吾亦避禍，來居於此，已周歲矣。媼曰：然則吾與此女，願從君同居矣。總角欣然許之，仍與偕行，過窮峽數里許，有土窟，揭席門而入，總角躬自炊飯待之。居數日，媼自行橐出輕寶，使賣於場市，總角驚曰：此皆禁中物，媼從何處得之乎？ 媼曰：姑勿問出處，試持去。總角堅不從，意其為舉義時官家避禍之蹤也。居歲餘，與公主野合而成禮，總角始問其逃難所以，公主泣而不答，乳媼代為陳其始末。總角痛泣曰：我節齋金相國孫也！吾祖與父被禍之日，一門盡為屠戮，吾獨逃難至此，豈意公主幼沖之齡，能辦此義烈哉！自此敬相待，恩情彌重。歲久，禍網稍弛，總角盡賣輕寶，得數千金，築室於山下，廣置田庄，躬耕讀書，連生子女矣。光廟晚年遍行佛寺，祈佛懺悔，將向俗離山，過公主所居之村，見一小兒在路傍，觀光其容貌，克肖聖躬。光廟奇之，駐蹕招前，忽聞女子哭聲出於籬落間，光廟心動，問左右曰：此何哭聲？ 兒曰：是吾母哭聲矣。光廟乃屏左右，與兒步到柴門，一婦人伏地痛哭。光廟驚問曰：汝是誰？公主收淚對曰：不肖女向承嚴責，慈殿教與乳媼離大內遠避，行至此處，不死苟生矣。光廟執手揮涕曰：曾謂汝已夭逝矣，豈意至今生存於世耶！汝丈夫何在？公主對曰：彼是故領相金宗瑞之孫也，渠亦逃難至此，偶相逢於路，仍為作配，聞車駕過此，必去不在矣。光廟歎曰：金宗瑞何罪哉！明日當出送轎馬，與同還京闕，並汝丈夫加以封爵矣。遂回鑾。翌日，遣承旨欲迎來，乘夜與其夫率家眷潛遁，不知去處矣。余從社皋朴尚書承輝聞此說，節齋後孫具此始末，上言于朝，社皋時以承旨，謂其事涉無據，遂退卻不為上聞云。」
2. ↑  《朝鮮王朝實錄》世宗 112卷, 28年(1446 丙寅 / 正統 11年) 6月 6日(壬寅)：「首陽娶中樞院使尹璠之女，生一男二女。」
3. ↑  《朝鮮王朝實錄》世祖 47卷, 14年(1468 戊子 / 成化 4年) 11月 28日(甲申)「誕二男一女，長則懿敬世子，次我殿下，女懿淑公主。」
4. ↑  . 네이트 뉴스.   [2022-02-11]. （原始内容存档于2022-02-11） （韩语）.